# Wolfgang Schiering
Wolfgang Schiering (né le 2 octobre 1926 à Wurtzbourg et mort le 30 décembre 2005 à Heidelberg) est un archéologue classique allemand.

## Biographie
Wolfgang Schiering étudie à l'université de Wurtzbourg, à l'université de Fribourg-en-Brisgau, à l'université de Munich et à l'université de Tübingen. À Tübingen, il obtient son doctorat en 1952 avec Bernhard Schweitzer (de) avec les ateliers de travail orientalisant la céramique à Rhodes.
Schiering participe à des fouilles à Olympie, Athènes (Céramique) et Milet. Il travaille d'abord pour les collections nationales d'antiquités à Munich. En 1962, Schiering est admis à l'université de Wurtzbourg et y est nommé maître de conférences jusqu'à ce qu'il se rende à l'université de Göttingen en 1964, d'abord en tant que maître de conférences ou conférencier privé à l'université, à partir de 1968 en tant que professeur auxiliaire. En 1972, Schiering déménage à l'université de Mannheim en tant que conseiller scientifique, où il est professeur titulaire d'archéologie classique de 1981 jusqu'à sa retraite. Il y milite pour la renaissance de la salle antique sous la forme de la galerie de la salle antique du château.
L'un des axes de travail de Schiering est la céramique minoenne. À cette fin, il écrit non seulement son propre travail, mais supervise également deux thèses (dont celles de Wolf-Dietrich Niemeier (de)). Ses autres points focaux de recherche sont la céramique grecque et les fouilles à Olympie, en particulier les découvertes de l'atelier de Phidias. L'histoire scientifique de l'archéologie est également importante pour Schiering, il écrit donc un article à ce sujet dans le Handbuch der Altertumswissenschaft (de) et publie le Archäologenbildnisse (de) avec Reinhard Lullies.
Schiering est membre à part entière de l'Institut archéologique allemand et membre correspondant de l'Institut archéologique autrichien.

## Travaux (sélection)
- Werkstätten orientalisierender Keramik auf Rhodos. Gebr. Mann, Berlin 1957.
- Der Kalbträger (= Opus Nobile Heft 11). Dorn, Bremen 1958.
- avec Alfred Mallwitz (de): Die Werkstatt des Pheidias in Olympia. Teil 1 (= Olympische Forschungen (de) Band 5). de Gruyter, Berlin 1964.
- Griechische Tongefässe. Gestalt, Bestimmung und Formenwandel. Gebr. Mann, Berlin 1967.
- Zur Geschichte der Archäologie. In: Allgemeine Grundlagen der Archäologie (= Handbuch der Archäologie (de)). C. H. Beck, Munich, 1969, p. 11–161.
- Funde auf Kreta. Musterschmidt, Göttingen 1976  (ISBN 3-7881-1509-2).
- mit Reinhard Lullies (Hrsg.): Archäologenbildnisse (de). Porträts und Kurzbiographien von Klassischen Archäologen deutscher Sprache. Zabern, Mayence, 1988; 2. Auflage 1991  (ISBN 3-8053-0971-6).
- Die Werkstatt des Pheidias in Olympia. Teil 2: Werkstattfunde (= Olympische Forschungen Band 18). de Gruyter, Berlin 1991  (ISBN 3-11-012468-8).
- Minoische Töpferkunst. Die bemalten Tongefäße der Insel des Minos. Zabern, Mayence, 1998  (ISBN 3-8053-2334-4).